# Peloide (geología)

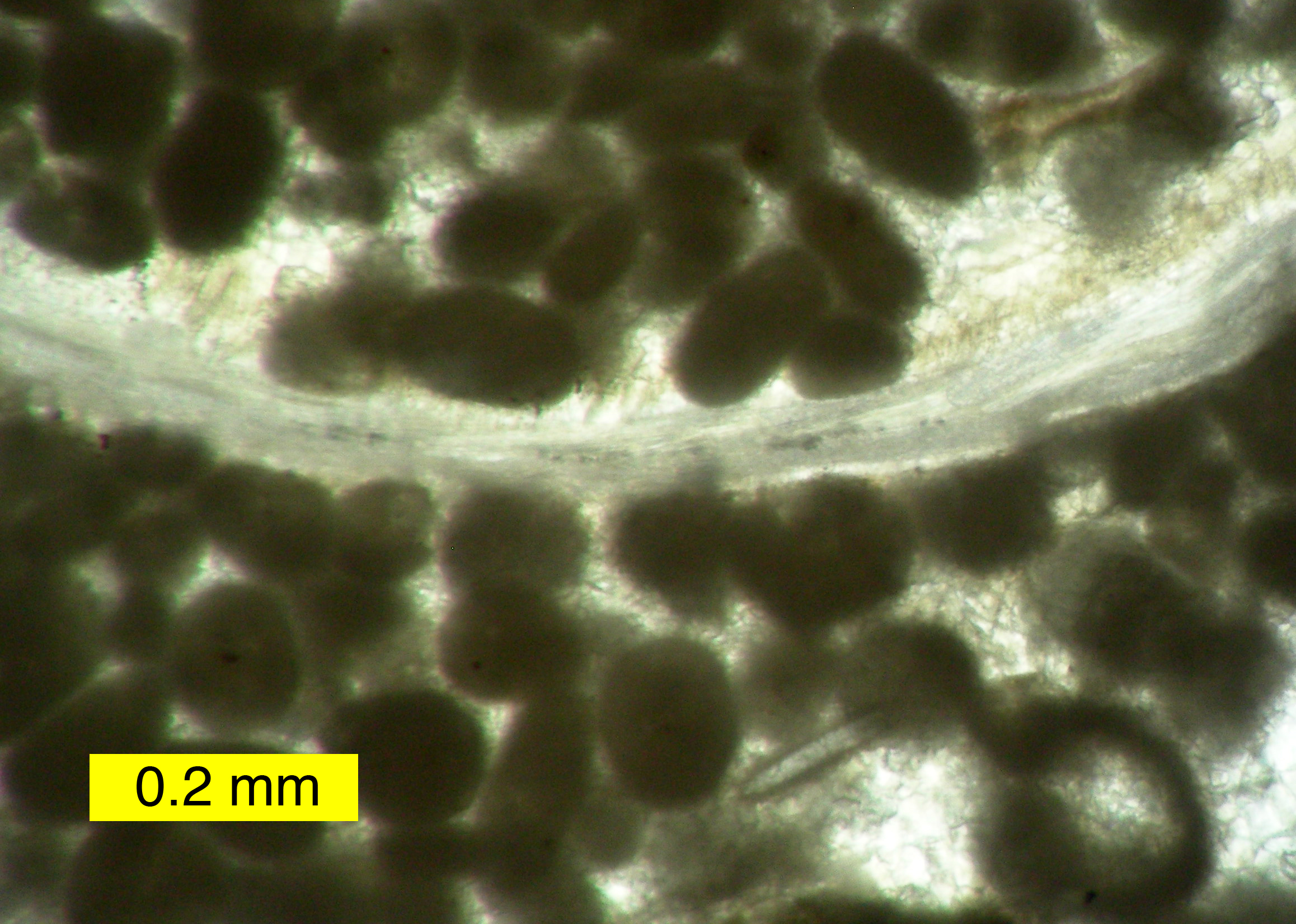
Gránulos (un tipo de peloide) y el caparazón de un braquiópodo en un corte fino de caliza datada en el Carbonífero; sur de Nevada.

Los peloides son aloquímicos que se componen de micrita, independientemente de su tamaño, forma u origen. Los dos tipos principales de peloides son los gránulos y los intraclastos. Otro tipo de peloide es el seudooolito.